# 東海南郵便局
東海南郵便局（とうかいみなみゆうびんきょく）は愛知県東海市にある郵便局。民営化前の分類では集配普通郵便局であった。

## 概要
住所：〒477-8799 愛知県東海市高横須賀町町新田2-1

## 沿革
- 1872年8月4日（明治5年7月1日） - 横須賀郵便取扱所として開設[1]。
- 1875年（明治8年）1月1日 - 横須賀郵便局（五等）となる。
- 1880年（明治13年）12月16日 - 為替取扱を開始。
- 1881年（明治14年）1月20日 - 貯金取扱を開始。
- 1962年（昭和37年）9月30日 - 電話交換業務を尾張横須賀電報電話局に移管[2]。
- 1965年（昭和40年）2月10日 - 和文電報配達事務を尾張横須賀電報電話局に移管。
- 1971年（昭和46年）8月16日 - 特定郵便局から普通郵便局に局種別改定するとともに、東海南郵便局に改称。
- 2000年（平成12年）8月14日 - 外国通貨の両替および旅行小切手の売買に関する業務取扱を開始。
- 2007年（平成19年）10月1日 - 民営化に伴い、併設された郵便事業東海南支店に一部業務を移管。
- 2012年（平成24年）10月1日 - 日本郵便株式会社発足に伴い、郵便事業東海南支店を東海南郵便局に統合。

## 取扱内容
- 郵便、印紙、ゆうパック、内容証明
- 貯金、為替、振替、振込、国際送金、国債、投資信託
- 生命保険、バイク自賠責保険、自動車保険
- ゆうちょ銀行ATM
- 「477-00xx」区域（東海市の南部地域＝おおむね大田川より南側の地域）の集配業務
- ゆうゆう窓口

## 周辺
- 東海警察署
- 東海市消防本部
- 東海市民体育館
- 東海市立勤労センター
- 国道155号

## アクセス
- 名鉄常滑線 太田川駅から徒歩約11分
- 知多バス 東海市消防署停留所、らんらんバス 消防署停留所下車
- 知多半島道路 大府東海ICから西へ約3.5km、伊勢湾岸自動車道 東海ICから南へ約4.5km
- 国道247号沿い
- 駐車場あり：10台